# Восстание Господней армии сопротивления
Восстание Господней армии сопротивления (англ. Lord's Resistance Army insurgency; фр. Insurrection de l'Armée de Résistance du Seigneur) — продолжающаяся партизанская война, проводимая повстанческой группой Господня армия сопротивления (англ. Lord's Resistance Army, LRA) с 1987 года. В настоящее время активность в восточной части Демократической Республики Конго и Центральноафриканской Республики невысока. Движение возглавляет Джозеф Кони, который называет себя «представителем» Бога и духовным медиумом. Его цель — свергнуть правительство Уганды Йовери Мусевени и установить теократическое государство, основанное на Десяти заповедях и традициях народа ачоли.
Конфликт, один из самых продолжительных в Африке, привёл к гуманитарному кризису. LRA обвиняется Международным уголовным судом в многочисленных нарушениях прав человека, включая нанесения увечий, пытки, рабство, изнасилования, похищения гражданских лиц, использование детей-солдат, LRA также обвиняется в организации ряда массовых убийств. К 2004 году LRA похитила более 20 000 детей, 1 500 000 мирных жителей были вынуждены покинуть свои дома, примерно 100 000 мирных жителей были убиты.

## Предыстория
Свержение угандийского президента-ачоли Тито Окелло в январе 1986 года Национальной армией сопротивления (NRA) юго-запада Уганды привело к власти Йовери Мусевени. NRA неоднократно проявлял к представителям народа ачоли этническую враждебность, ачоли подняли народное ополчение. Ачоли боялись утраты своего традиционно значительного влияния на национальную армию; к тому же они справедливо опасались, что NRA будет мстить за их контрпартизанскую войну, когда NRA сами работали в подполье, в особенности за жестокие действия армии в треугольнике Луверо. К августу того же года в северных регионах, которые были оккупированы новыми правительственными силами, развернулось полномасштабное народное восстание.

## Ход событий

### Ранняя история (1987—1994)
В январе 1987 года Джозеф Кони впервые заявил, что он духовный медиум; один из многих последователей Элис Лаквены, желающий повторить успех её движения. Бывший командующий Народно-демократической армией Уганды Одонг Латек убедил Кони принять тактику партизанской войны, заключающуюся, главным образом, во внезапных нападениях на гражданские цели. LRA также иногда проводила крупномасштабные операции, дабы подчеркнуть неспособность правительства защитить население. До 1991 года LRA совершала набеги на население в поисках пропитания и припасов. Тот факт, что некоторые подразделения NRA были известны своими жестокими действиями, гарантировал, что LRA получила по крайней мере пассивную поддержку со стороны ачоли.
В марте 1991 года началась операция «Север», в ходе которой противники LRA объединили усилия по уничтожению данного образования, при этом лишив её поддержки со стороны населения при помощи жёсткой тактики. В рамках операции «Север» ачоли Бетти Ойелла Бигомбе, министр, которому было поручено положить конец мятежу, создал т. н. «группы стрел» — подразделения, в основном вооружённые луками и стрелами, действующие в качестве местной обороны. Поскольку LRA была вооружена современным вооружением, группы стрел были подавлены.
Создание «групп стрел» разозлило Кони, который начал чувствовать, что у него больше нет поддержки населения. В ответ LRA изувечила многих ачоли, которых они считали сторонниками правительства. Хотя усилия правительства не увенчались успехом, реакция LRA заставила многих ачоли, наконец, выступить против повстанцев. Однако эти выступления сдерживались глубоко укоренившейся ненавистью в отношении оккупационных правительственных войск.

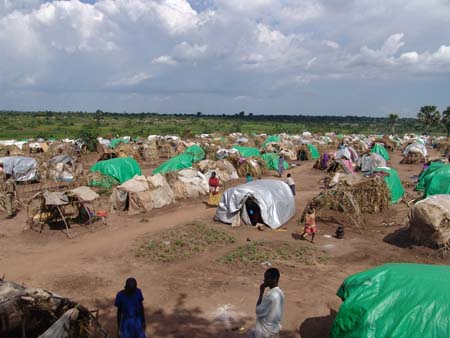
Конфликт вынуждает многих мирных жителей жить в лагерях для внутренне перемещенных лиц.

После операции «Север» Бигомбе инициировал первую очную встречу между представителями LRA и правительства. LRA потребовала всеобщую амнистию для своих товарищей по оружию и заявила, что они не сдадутся, но готовы «вернуться домой». Однако правительство не доверяло посланным представителям, как и организации в целом. В частности, военные узнали, что Кони ведет переговоры с суданским правительством о поддержке, и почувствовали, что Кони просто пытается выиграть время.
На второй встрече 10 января 1994 года Кони попросил шесть месяцев для перегруппировки своих войск. К началу февраля тон переговоров становился все более резким, и после встречи 2 февраля LRA прервала переговоры, заявив, что они чувствовали, что NRA пытается их заманить. Четыре дня спустя президент Йовери Мусевени объявил, что LRA должна сдаться в семидневный срок. Этот ультиматум положил конец инициативе Бигомбе решить всё мирным путём.

### Распространение конфликта в соседние страны (1994—2002)
Через две недели после того, как Мусевени предъявил ультиматум, поступило сообщение о том, что боевики LRA пересекли северную границу и с одобрения Хартума создали базы на юге Судана. Помощь Судана стала ответом на поддержку Угандой повстанческой Народно-освободительной армии Судана, ведущей гражданскую войну на юге страны. Кроме того, будучи убеждённым, что ачоли теперь сотрудничают с правительством Мусевени, Кони начал нападать на мирных жителей с возросшей военной силой. Нанесение увечий стало обычным явлением (особенно отрезание ушей, губ, носа), а в 1994 году произошло первое массовое похищение детей и молодежи.
Самым известным из них было похищение в Абоке 139 школьниц в октябре 1996 года. Поскольку большинство бойцов LRA — похищенные дети, военное наступление на LRA воспринимается ачоли как массовое убийство. Попытки правительства уничтожить повстанцев, таким образом, рассматриваются как ещё одна причина недовольства ачоли правительством. Моральная двусмысленность этой ситуации, в которой похищенные юноши являются одновременно и жертвами, и исполнителями жестоких приказов, является центральной в противоречивом отношении многих ачоли к повстанцам и всему конфликту в целом.
В ответ правительство приняло на вооружение тактику выжженной земли, приказав всем ачоли покинуть свои дома в течение 48 часов и переехать в «защищённые деревни», которые, начиная с 1996 года, стали называть лагерями для внутренне перемещённых лиц. Это ещё больше усугубило ненависть многих ачоли по отношению к правительству, особенно в связи с тем, что население продолжало подвергаться нападениям со стороны LRA даже в «защищенных лагерях». Лагеря были переполнены, господствовала антисанитария, их описывали, как лагеря смерти. Данные Всемирной организации здравоохранения показали, что в этих лагерях погибло в десять раз больше людей, чем непосредственно от рук бойцов LRA.
Между тем, в 1997 году суданское правительство Национального исламского фронта начало отходить от своей прежней жёсткой позиции. После терактов 11 сентября 2001 года в США отношения между Суданом и Угандой резко изменились. Напряжённость на границе снизилась. По крайней мере часть из сотен тысяч мирных жителей, перемещённых в лагеря из-за войны, начали возвращаться в свои дома. Число людей, перемещённых в результате конфликта, сократилось примерно до полумиллиона, а люди начали говорить о том дне, когда «охраняемые лагеря», наконец, будут расформированы.

### Операция «Железный кулак» и продолжающееся повстанческое движение (2002—2005)

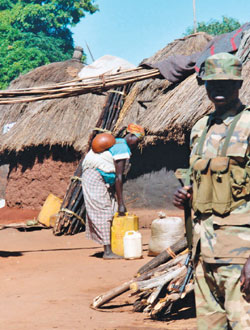
Правительственный солдат охраняет лагерь для перемещённых лиц Лабудже, Китгум, Уганда.

В марте 2002 года Народные силы обороны Уганды с одобрения Национального исламского фронта начали массированное военное наступление под названием "Операция «Железный кулак» против LRA на юге Судана. Это соглашение, вкупе с возвращением угандийских сил из Демократической Республике Конго в связи с окончанием Второй конголезской войны, создало, по мнению правительства Уганды, идеальную ситуацию для прекращения конфликта. Спустя несколько месяцев силы LRA начали возвращаться в Уганду и действовать с невиданной доселе жестокостью, в результате чего были затронуты регионы, ранее не страдавшие от нападений повстанцев, например, город Сороти.
Ряд местных инициатив, предложенных религиозными лидерами, а также дипломатические инициативы в течение этих лет потерпели неудачу, особенно потому, что переговорная позиция Кони оставалась неопределённой, а конфликт не обратил на себя достаточного международного внимания. Во время полевого визита в Уганду в ноябре 2003 года заместитель Генерального секретаря Организации Объединённых Наций по гуманитарным вопросам и Координатор чрезвычайной помощи Ян Эгеланн заявил: «Я не могу найти ни одной другой части мира, где возникла бы чрезвычайная ситуация угандийского масштаба, которая привлекала бы так мало международного внимания». В декабре 2003 года президент Уганды Мусевени направил иск против LRA в Международный уголовный суд, чтобы определить, виновна ли Господня армия сопротивления в международных военных преступлениях.
С середины 2004 года активность повстанцев заметно снизилась под сильным военным давлением. Правительство также подвергалось все более резкой критике со стороны международного сообщества за его неспособность положить конец конфликту. Международные агентства по оказанию помощи поставили под сомнение зависимость правительства Уганды от военной силы и его приверженность мирному урегулированию. Армия также признала, что и она вербовала детей-солдат, сбежавших из LRA, в армию.
В середине сентября 2005 года группа боевиков LRA во главе с Винсентом Отти впервые вторглась в Демократическую Республику Конго (ДРК). Президент Мусевени заявил, что, если конголезские власти не разоружат LRA, вооружённые силы Уганды пересекут угандийско-конголезскую границу вслед за бойцами организации. Это вызвало дипломатический скандал, ДРК и Уганда выстроили свои вооружённые силы вдоль границы, в то время как конголезский посол в ООН направил письмо Генеральному секретарю ООН с требованием ввести экономическое эмбарго в ответ на действия Уганды.

### Мирные переговоры и перемирие (2006—2008)
Начиная с июля 2006 года в Джубе был проведен ряд встреч между правительством Уганды и LRA. Переговоры проходили при посредничестве вице-президента Южного Судана Риека Мачара и общины Святого Эгидия. Переговоры, которые привели к прекращению огня к сентябрю 2006 года, были названы «лучшим шансом для урегулирования конфликта со времён мирной инициативы Бетти Бигомбе 1994 года».
Переговоры начались после того, как Джозеф Кони в мае выпустил видео, в котором отрицал совершение злодеяний и, казалось, призвал к прекращению боевых действий. В ответ Мусевени заявил, что он гарантирует безопасность Кони, если мир будет достигнут в июле. В конце июня 2006 года правительство Южного Судана официально пригласило Уганду принять участие в мирных переговорах, а 14 июля 2006 года переговоры стартовали в Джубе. 4 августа 2006 года Винсент Отти объявил одностороннее прекращение огня и попросил правительство Уганды ответить так же. Обвиняемый Международным уголовным судом Раска Луквийя был убит в бою 12 августа 2006 года.
Правительство и LRA подписали перемирие 26 августа 2006 года. Согласно условиям соглашения, силы LRA должны были покинуть Уганду и прийти к двум точкам сбора, которые находились под контролем Судана. Правительство Уганды согласилось не атаковать эти районы. К середине сентября повстанцы LRA начали собираться в районах сбора. Переговоры по-прежнему серьёзно затруднялись из-за обилия требований с каждой стороны. Между тем, правительство начало процесс создания «вспомогательных лагерей» для разгрузки основных лагерей внутренне перемещённых лиц.
В более широком контексте правительство Южного Судана рассматривало переговоры как возможность избавиться от иностранной армии, которая осложняла их и так непростые отношения с Хартумом. Призыв правительства Уганды к Международному уголовному суду приостановить предъявление обвинений лидерам LRA в военных преступлениях был осуждён международными правозащитными группами, но нашёл поддержку в лице населения севера Уганды.
К середине 2007 года тысячи беженцев покинули лагеря. Однако население по-прежнему скептически относилось к перспективе мирного соглашения: многие отказывались вернуться в свои дома до прекращения самого существования повстанческого движения.
После приостановки мирных переговоров проект «Джубская инициатива» позволил возобновить переговоры в мае 2007 года, благодаря усилиям Специального представителя Генерального секретаря Организации Объединённых Наций по областям, затронутым LRA, Жоакима Чиссано. Переговоры снова проходили при посредничестве правительства Южного Судана, но также при поддержке Организации Объединённых Наций и Управления по координации гуманитарных вопросов.
20 августа 2007 года Уганда заявила, что запрашивает юридическую консультацию по созданию суда по военным преступлениям. В ноябре 2007 года делегация LRA во главе с Мартином Оджулом отправилась в Кампалу, чтобы подтвердить свою приверженность мирному урегулированию конфликта. Позже Оджул возглавил делегацию в поездке по северной Уганде, чтобы встретиться с жертвами повстанцев, и попросить у них прощения. Появились сообщения о том, что заместитель командира LRA Отти был казнен, предположительно, 8 октября 2007 года из-за борьбы за власть с Кони.

### Возобновление боевых действий (2008 — н. в.)
В июне 2008 года дипломаты сообщили, что Господня армия сопротивления закупила новое вооружение и набирает новых солдат. Примерно в то же время Уганда, Южный Судан и ДРК согласовали план совместных действий по уничтожению LRA; южносуданцы утверждали, что повстанцы убили четырнадцать их солдат 7 июня 2008 года.
LRA предположительно убила не менее 400 человек в результате нападений на ряд деревень в ДРК в день Рождества и на следующий день после праздника в 2008 году. В 2009 году Господню армию сопротивления обвиняли в нескольких нападениях в Южном Судане, ДРК и ЦАР. В марте 2010 года появились новости о резне в ДРК, устроенной бойцами LRA в декабре прошлого года.
В мае 2010 года президент США Барак Обама подписал «Закон о разоружении Господней армии сопротивления и восстановлении Северной Уганды». В октябре 2011 года Обама объявил о развертывании сотни американских военнослужащих для помощи другим африканским государствам в борьбе против LRA и её лидера, Джозефа Кони, сославшись на вышеупомянутый акт в письме главам обеих палат американского Конгресса.
23 марта 2012 года Африканский союз объявил о своем намерении отправить международную бригаду, численностью 5000 военнослужащих «из Уганды, Южного Судана, Центральноафриканской Республики и [ДР] Конго — стран, где господство террора Кони ощущалось на протяжении многих лет … чтобы принять участие в охоте на лидера повстанцев Джозефа Кони» и «нейтрализовать его». Согласно заявлению Союза, «миссия начнется 24 марта 2012 года, а поиск лидера будет продолжаться до тех пор, пока Кони не будет пойман», после чего оперативная группа будет распущена. Операцию будет возглавлять Уганда, а поддерживаться США, которые уже направили сотню советников, предоставляющих разведданные и оборудование. Бригада разместила свой штаб в городе Ямбио в Южном Судане, неподалёку от границы с ДРК, осуществлять контроль за выполнением военных операцией будет угандийский офицер; конголезский офицер, в свою очередь, контролирует разведывательные операции.
12 мая 2012 года угандийские солдаты из бригады Африканского союза захватили в плен старшего лидера LRA в Центральноафриканской Республике (ЦАР) Сезара Ахеллама, опытного командира повстанцев в звании генерал-майора. Поскольку тот был ведущим военным стратегом LRA, арест Ахеллама ощутимо ударил по силам Джозефа Кони.
6 июня Генеральный секретарь ООН Пан Ги Мун опубликовал первоначальный отчёт о деятельности LRA в период с 2009 по 2012 год. В отчёте говорится, что «по меньшей мере 45 детей были убиты и искалечены» за этот период времени и по меньшей мере «был похищен 591 ребёнок, в том числе 268 девочек». Радхика Кумарасвами, специальный представитель ООН по вопросу о детях и конфликтах, добавила, что «фактическое количество похищений намного превышает оглашённые цифры, поскольку в отчёте отражены только известные похищения». Там же также указывалось, что в настоящее время LRA состоит из 300—500 боевиков, около половины из которых — дети.
Сообщается, что в 2012 году LRA находилась в городе Джема на востоке ЦАР, но вооружённые силы, преследующие её, ушли в апреле 2013 года, после того, как правительство ЦАР было свергнуто повстанцами коалиции Селека. В ноябре 2013 года сообщалось, что Кони нездоровится в городе Нзока на востоке ЦАР; Мишель Джотодиа, президент ЦАР, утверждал, что ведет переговоры с Кони о сдаче. Официальные лица США сомневались, что Кони искренне хотел сдаться.
В начале ноября 2013 года предполагаемые боевики LRA атаковали пять деревень в Западной Экваториальной провинции Южного Судана. Три человека были убиты, ещё один был ранен, также повстанцы разграбили населённые пункты и подожгли несколько домов.
4 декабря 2013 года тринадцать боевиков Господней армии сопротивления, включая старшего командира Самуэля Кангу, были убиты в результате засады угандийской армии в ЦАР. Сообщается, что повстанцев отслеживали с помощью разведданных США.
11 декабря 2013 года девятнадцать бойцов Господней армии сопротивления сдались войскам Африканского союза в городе Зембио, ЦАР.
Согласно данным ООН, в течение первого квартала 2014 года в ЦАР и ДРК произошло не менее 65 нападений LRA, в результате которых было похищено 93 человека, двое убиты.
7 мая 2014 года генеральный секретарь Организации Объединённых Наций Пан Ги Мун заявил, что старшие командиры LRA находятся на судано-южносуданской границе и в приграничных районах ЦАР.
20 мая 2014 года делегаты из Уганды, ДРК, Южного Судана и ЦАР провели трехдневную конференцию в Южном Судане по вопросу о действиях LRA.
13 августа 2014 года повстанцы совершили нападения на деревни в окрестностях Билли, Демократическая Республика Конго, в результате чего четыре человека были убиты, ещё двое получили ранения. Войска Африканского союза вступили в бой с повстанцами, прежде чем те отступили.
23 августа 2014 года 13 заложников LRA сбежали из плена, шесть дней спустя их примеру последовали ещё 12 заложников. Беглецы были похищены в период с 2004 по август 2014 года, после наступления войск АС им удалось достичь конголезской границы.
9 января 2015 года заместитель командующего LRA Доминик Онгвен сдался американским войскам, дислоцированным в ЦАР.
21 января 2015 года боевики LRA убили трех солдат вооружённых сил ДРК, устроив последним засаду в городе Нангуме. Десятки мирных жителей получили ранения, трое были похищены, двести семей также были вынуждены покинуть этот район в результате рейдов боевиков LRA.
12 апреля 2015 года в общей сложности восемь солдат вооружённых сил ДРК пропали без вести после засады LRA в районе деревни Мангбангу.
30 марта 2017 года вооруженные силы США объявили о прекращении своей кампании против LRA под названием «Наблюдательный компас».
19 апреля 2017 года Уганда объявила, что начнет вывод войск из ЦАР, где она пыталась выследить Джозефа Кони в течение предыдущих девяти лет.
Два члена сил специальных операций США в рамках операции «Наблюдательный компас» сняли документальный фильм о ребёнке-солдате, который сбежал из LRA и помогал воевать с ними. Документальный фильм «Моя звезда в небе» был показан в университетах и аналитических центрах некоммерческими организациями, помогающими положить конец использованию детей в качестве солдат.

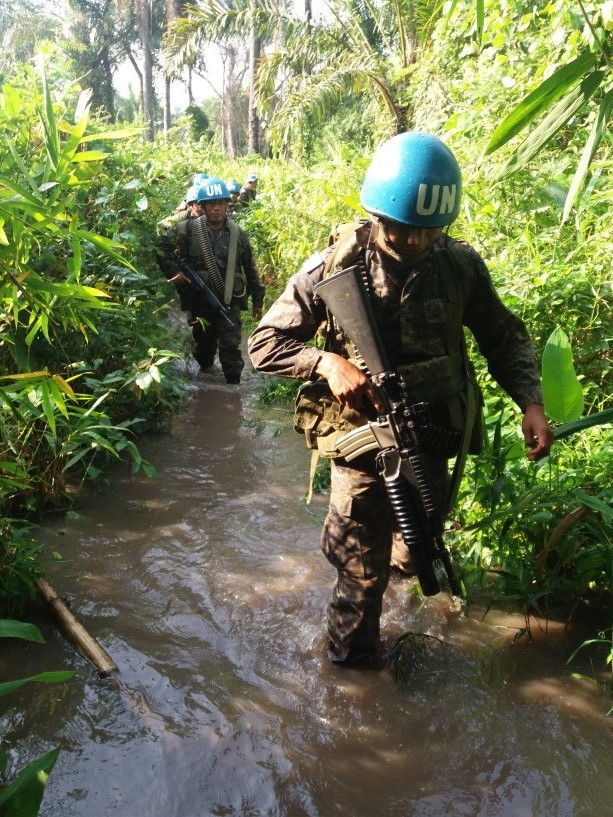
Патрулирование гватемальского контингента MONUSCO против действий LRA в провинции Верхнее Уэле, Демократическая Республика Конго, во время операции «Красный коршун», июль 2017 года.

## Влияние
Повстанческое движение исторически ограничивалось регионом, известным как Ачолиленд, состоящим из районов Китгум, Гулу и Падер, хотя с 2002 года деятельность LRA распространилось и на другие районы Уганды. Господня армия сопротивления также действовала на границе с Южным Суданом, а совсем недавно — в северо-восточной провинции Итури в Демократической Республике Конго . Бедственное положение пострадавших людей мало освещается в средствах массовой информации в развитых странах. Только в апреле 2004 года Совет Безопасности ООН официально осудил его. Опрос 2005 года, проведенный профессионалами в гуманитарной сфере, представителями СМИ, академиками и активистами, определил, что конфликт на севере Уганды является второй по значимости «забытой» гуманитарной чрезвычайной ситуацией в мире после конфликтов в соседней ДРК.
По оценкам правительства США, в результате военных действий погибло до 12 000 человек; гораздо больше людей умерло от болезней и недоедания в результате конфликта. Почти два миллиона мирных жителей были вынуждены покинуть свои дома, проживая в лагерях для внутренне перемещённых лиц или в безопасных условиях более крупных поселений. Правительство приказывало сельским жителям переселиться в лагеря, угрожая, что в противном случае те будут отнесены к повстанцам, а иногда и вовсе обстреливали те деревни, которые отказывались переселиться.
В основном LRA похищали ачоли. По оценкам Организации Объединённых Наций, с 1987 года по середину нулевых Господня армия сопротивления похитила около 25 000 детей. Несколько более поздних исследований показали, что фактический показатель был значительно выше.
По некоторым оценкам, по состоянию на апрель 2006 года, LRA похитила от 24 000 до 38 000 детей и от 28 000 до 37 000 взрослых. Исследование также показало, что, хотя женщины составляли около трети всех похищенных, они, как правило, дольше оставались в LRA по сравнению с мужчинами. Согласно опросу, 750 молодых людей, в Китгуме и Падере было похищено не менее 66 000 молодых людей в возрасте от 13 до 30 лет. Треть всех мальчиков и одна шестая всех девочек находились в плену хотя бы один день
В то время как LRA в настоящее время, по всей видимости, состоит из менее чем двух тысяч бойцов, которые при этом находятся под сильным давлением угандийских вооруженных сил, правительство до сих пор не смогло остановить повстанческое движение. Текущие мирные переговоры осложняются расследованием и подготовкой судебного процесса Международным уголовным судом. Между тем, военная операция продолжается. Конфликт продолжает замедлять усилия Уганды в области развития, обходясь экономике бедной страны в совокупности не менее 1,33 миллиарда долларов, что эквивалентно 3 % ВВП или ста миллионам долларов в год.

### «Ночные пассажиры»

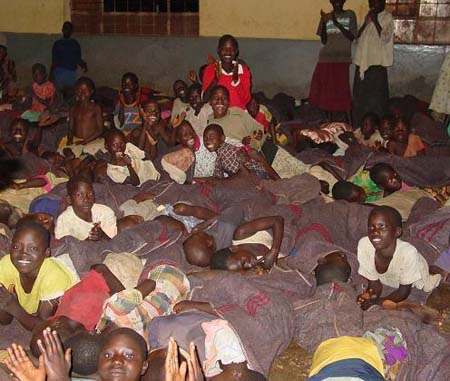
Комната детских «ночных пассажиров»

В разгар конфликта каждую ночь дети в возрасте от 8 до 14 лет, которых называли «ночными пассажирами» или «ночными обитателями», проходили пешком до 20 км из лагерей ВПЛ в более крупные города, особенно Гулу, в поисках безопасности. Чтобы избежать похищений со стороны LRA, каждую ночь до 40 000 детей покидали свои дома, находящиеся в сельской местности, чтобы уснуть в городах, будучи в относительной безопасности. Известные как «ночные пассажиры», они ищут убежища на ночь в церквах, больницах, автобусных остановках, каждое утро возвращаясь домой. Из-за этого явления, объединившись под знаменем мира, религиозные лидеры разных конфессий устроили недельную демонстрацию солидарности, спав на улице с детьми.

### Осведомлённость
Инициативы по повышению осведомлённости международного сообщества выдвигались не раз. Ночные пассажиры появлялись в таких документальных фильмах, как «Stolen Children», «War/Dance» и «Invisible Children».
Документальный фильм «Invisible Children» спонсировал Global Night Commute. 29 апреля 2006 года более 80 000 молодых людей со всего мира собрались в городских центрах 130 крупных городов мира в знак солидарности с перемещёнными детьми Уганды. 28 апреля 2007 года одноимённая организация в пятнадцати американских городах провела мероприятие «Displace Me». В мероприятии приняли участие более 68 000 человек; участники должны были спать на улице в «домах» из картона, наподобие домов, в которых живут африканские беженцы.
Другая инициатива, также призванная обратить внимание на эту проблему, «The Name Campaign», заключается в том, что людей просят носить ожерелья с именем одного из тысяч похищенных детей.
Дэнни Гловер и Дон Чидл активно выступали от имени детей Северной Уганды.
5 марта 2012 года организация «Invisible Children» разместила на YouTube видео «Kony 2012», которое получило большую известность. По состоянию на 17 июня 2012 года, фильм набрал более 91 миллиона просмотров на данном видеохостинге. Необходимо заметить, что к моменту появления этого видео LRA уже потеряла былое влияние. В конце концов, оно не возымело действия, поскольку вслед за этим видео, несмотря на внушительное количество просмотров, не последовало никакой реакции со стороны политиков.